# Marratxí (metropolitana di Palma di Maiorca)
Marratxí  è la stazione capolinea della linea 2 della Metropolitana di Palma di Maiorca.
La stazione si trova all'interno del comune di Marratxí.

## Storia
Il servizio della linea 2 iniziò il 13 marzo 2013 a seguito dei lavori di adeguamento delle linee già esistenti. I lavori di adeguamento iniziarono nel gennaio 2013 e durarono 2 mesi.

## Servizi
La stazione dispone di:
- Biglietteria automatica

## Interscambi
- Fermata autobus urbani
- Linea ferroviaria T1
- Linea ferroviaria T2
- Linea ferroviaria T3